# Mikheïl Kavelachvili
Mikheïl Kavelachvili (en géorgien : მიხეილ ყაველაშვილი /miχeil χʼaveɫaʃʷili/), né le 22 juillet 1971 à Bolnissi (RSS de Géorgie), est un ancien footballeur international et un homme d'État géorgien.
En tant que sportif, il est attaquant notamment en Premier League anglaise puis en Super League suisse. Il est sélectionné 46 fois dans l'équipe nationale de Géorgie, avant de mettre fin à sa carrière en 2006.
Dix ans plus tard, après avoir rejoint le parti pro-russe Rêve géorgien, il est élu député. En 2022, il crée le parti d'extrême droite Pouvoir au peuple, qui reste proche du Rêve géorgien. Il est élu président de la Géorgie au suffrage indirect lors de l'élection présidentielle de 2024, qui est boycottée par l'opposition après des élections législatives aux forts soupçons de fraudes.

## Biographie

### Jeunesse et études
Mikhaïl Kavelachvili naît le 22 juillet 1971 à Bolnissi, alors en RSS de Géorgie (URSS). Il devient rapidement footballeur, sans entamer d'études supérieures.

### Carrière sportive
De 1988 à 1995, Mikheïl Kavelachvili joue pour le club de Tbilissi, avec lequel il remporte trois fois le championnat national. Il joue également au Grasshopper Club de Zurich, ainsi qu'au Football Club Lucerne et à Manchester City. Mikheïl Kavelachvili dispute 6 matchs en Ligue des champions, pour un but inscrit, et 20 matchs en Coupe de l'UEFA, pour un but inscrit,.
Il compte 46 sélections et 9 buts avec l'équipe de Géorgie entre 1991 et 2002, dans laquelle il évolue en tant qu'attaquant. Il est convoqué pour la première fois par le sélectionneur national Giga Norakidze pour un match amical contre la Moldavie le 2 juillet 1991. Il marque son premier but en sélection durant cette rencontre (victoire 4-2). Le 10 février 1998, il inscrit son seul doublé en sélection contre Malte, lors d'un match amical (victoire 3-1). Il est sélectionné pour la dernière fois le 8 septembre 2002 contre la Suisse (défaite 4-1).

### Carrière politique

#### Dirigeant sportif
En 1995, Mikhaïl Kavelachvili tente de se présenter pour diriger la Fédération géorgienne de football, mais son absence de diplôme l'en empêche. En 2009, il participe à la fondation de l'antenne géorgienne de la FIFPro et en devient le président à titre honoraire.

#### Député géorgien
Mikheïl Kavelachvili se lance ensuite dans une carrière politique. Il est élu député de Géorgie en 2016. De 2016 à 2020, il est membre de la 9e législature du Parlement de Géorgie, sous l'étiquette de l'alliance électorale Rêve géorgien-Géorgie démocratique. Il est réélu député en 2020 et 2024.
En 2022, il quitte Rêve géorgien et fonde Pouvoir au peuple, un parti d'extrême droite, populiste et anti-américain. À partir du 20 mars 2024, il est le secrétaire politique du parti.

#### Président contesté de la Géorgie
Le 27 novembre 2024, il est désigné candidat pour la présidence de la Géorgie par le parti au pouvoir, Rêve géorgien. Élu le 14 décembre au suffrage indirect par un collège de 300 membres (150 députés et 150 élus locaux), il doit remplacer Salomé Zourabichvili à cette fonction, mais celle-ci affirme ne pas vouloir quitter le pouvoir en raison de l'irrégularité du scrutin législatif. Kavelachvili est finalement élu au terme d'un vote contesté, largement boycotté par les partis d'oppositions, lors duquel il a récolté 224 voix sur les 225 exprimées par le corps électoral. Il est investi dans ses fonctions le 29 décembre suivant, alors que se poursuivent des manifestations massives de la société civile contre sa présidence. Les manifestants de la société civile se moquent notamment de son manque d'éducation et de son passé de joueur de football. 
Dès son accession au pouvoir, il prend plusieurs mesures répressives par le biais d'amendements législatifs. Le licenciement des fonctionnaires contestataires est facilité, le montant des amendes est fortement relevé et plusieurs restrictions du droit de manifestation sont imposées. Les conditions d'emploi de la détention provisoire sont également assouplies et la loi facilite une « répression violente à grande échelle, la détention arbitraire et la torture des manifestants », selon le chercheur Davit Zedelachvili.

## Positions politiques
Mikheïl Kavelachvili est membre et cofondateur de Pouvoir au peuple, un parti d'extrême droite aux positions antioccidentales et antiaméricaines, considéré comme un « satellite de Rêve géorgien ».
Ses opinions politiques sont décrites par Le Point comme « proches de l'extrême-droite ». Il défend notamment la « pureté des valeurs traditionnelles des Géorgiens » et affirme son opposition au mouvement LGBT et à un supposé « fascisme libéral », prétendument prôné par l'Occident,.

## Statistiques
| Saison                | Club                              | Championnat           | Championnat | Championnat | Coupe(s) nationale(s) | Coupe(s) nationale(s) | Compétition(s) continentale(s) | Compétition(s) continentale(s) | Compétition(s) continentale(s) | Total | Total |
| Saison                | Club                              | Division              | M.          | B.          | M.                    | B.                    | Comp.                          | M.                             | B.                             | M.    | B.    |
| 1988                  | Dinamo Tbilissi                   | D1                    | 1           | 0           | 1                     | 1                     | -                              | -                              | -                              | 2     | 1     |
| 1988                  | Lokomotiv Tbilissi                | D3                    | 9           | 4           | -                     | -                     | -                              | -                              | -                              | 9     | 4     |
| 1989                  | MCOP Tbilissi                     | D3                    | 1           | 2           | -                     | -                     | -                              | -                              | -                              | 1     | 2     |
| Sous-total            | Sous-total                        | Sous-total            | 11          | 6           | 1                     | 1                     | -                              | -                              | -                              | 12    | 7     |
| 1989                  | Dinamo Tbilissi                   | D1                    | 1           | 0           | 5                     | 1                     | -                              | -                              | -                              | 6     | 1     |
| 1990                  | Iberia Tbilissi                   | D1                    | 13          | 5           | -                     | -                     | -                              | -                              | -                              | 13    | 5     |
| 1991                  | Iberia Tbilissi                   | D1                    | 19          | 12          | -                     | -                     | -                              | -                              | -                              | 19    | 12    |
| 1991-1992             | Dinamo Tbilissi                   | D1                    | 37          | 21          | -                     | -                     | -                              | -                              | -                              | 37    | 21    |
| 1992-1993             | Dinamo Tbilissi                   | D1                    | 16          | 9           | -                     | -                     | -                              | -                              | -                              | 16    | 9     |
| 1993-1994             | Dinamo Tbilissi                   | D1                    | 28          | 19          | -                     | -                     | C1                             | 2                              | 0                              | 30    | 19    |
| 1994-1995             | Dinamo Tbilissi                   | D1                    | 17          | 14          | -                     | -                     | C3                             | 4                              | 1                              | 21    | 15    |
| Sous-total            | Sous-total                        | Sous-total            | 131         | 80          | 5                     | 1                     | -                              | 6                              | 1                              | 142   | 82    |
| 1995                  | Spartak-Alania Vladikavkaz (prêt) | D1                    | 24          | 12          | 3                     | 1                     | C3                             | 1                              | 0                              | 28    | 13    |
| 1995-1996             | Manchester City                   | D1                    | 4           | 1           | -                     | -                     | -                              | -                              | -                              | 4     | 1     |
| 1996-1997             | Manchester City                   | D2                    | 24          | 2           | -                     | -                     | -                              | -                              | -                              | 24    | 2     |
| 1997-1998             | Grasshopper Zurich (prêt)         | D1                    | 28          | 9           | 2                     | 1                     | C3                             | 3                              | 0                              | 33    | 10    |
| 1998-1999             | Grasshopper Zurich (prêt)         | D1                    | 31          | 11          | -                     | -                     | C1+C3                          | 4+6                            | 1+1                            | 41    | 13    |
| Sous-total            | Sous-total                        | Sous-total            | 111         | 35          | 5                     | 2                     | -                              | 14                             | 2                              | 130   | 39    |
| 1999-2000             | FC Zurich                         | D1                    | 22          | 3           | 3                     | 0                     | C3                             | 6                              | 1                              | 31    | 4     |
| 2000-2001             | FC Zurich                         | D1                    | 32          | 13          | -                     | -                     | C3                             | 2                              | 0                              | 34    | 13    |
| 2001-2002             | FC Zurich                         | D1                    | 27          | 12          | -                     | -                     | -                              | -                              | -                              | 27    | 12    |
| Sous-total            | Sous-total                        | Sous-total            | 81          | 28          | 3                     | 0                     | -                              | 8                              | 1                              | 92    | 29    |
| 2002-2003             | FC Lucerne                        | D1                    | 25          | 5           | -                     | -                     | -                              | -                              | -                              | 25    | 5     |
| 2003-2004             | FC Sion                           | D2                    | 10          | 6           | -                     | -                     | -                              | -                              | -                              | 10    | 6     |
| 2003-2004             | FC Aarau                          | D1                    | 16          | 8           | -                     | -                     | -                              | -                              | -                              | 16    | 8     |
| 2004                  | Alania Vladikavkaz (prêt)         | D1                    | 5           | 0           | 2                     | 0                     | -                              | -                              | -                              | 7     | 0     |
| 2005-2006             | FC Bâle                           | D1                    | 10          | 4           | -                     | -                     | -                              | -                              | -                              | 10    | 4     |
| 2006-2007             | FC Bâle                           | D1                    | 4           | 0           | -                     | -                     | C3                             | 3                              | 0                              | 7     | 0     |
| Sous-total            | Sous-total                        | Sous-total            | 70          | 23          | 2                     | 0                     | -                              | 3                              | 0                              | 75    | 23    |
| Total sur la carrière | Total sur la carrière             | Total sur la carrière | 404         | 172         | 16                    | 4                     | -                              | 31                             | 4                              | 451   | 180   |

## Palmarès
- Avec le Dinamo Tbilissi
  - Champion de Géorgie en 1990, 1991, 1992, 1993, 1994 et 1995
  - Vainqueur de la Coupe de Géorgie en 1992, 1993, 1994 et 1995

- Avec le Spartak-Alania Vladikavkaz 
  - Champion de Russie en 1995

- Avec le Grasshopper Zurich
  - Champion de Suisse en 1998

- Avec le FC Zurich
  - Vainqueur de la Coupe de Suisse en 2000